# Olaf Pleitz
Olaf Pleitz (* 27. Mai 1964) ist ein ehemaliger deutscher Handballspieler.

## Werdegang
Pleitz spielte im Verein für Lok Frankfurt/Oder und hernach für den ASK Vorwärts Frankfurt/Oder. Er wurde Nationalspieler der Deutschen Demokratischen Republik. 1990 wechselte er in die Handball-Bundesliga zum VfL Fredenbeck. Er spielte bis 1994 mit Fredenbeck in der Bundesliga und 1994/95 noch ein Jahr in der zweiten Liga.